# Watakushi shosetsu
Watakushi shosetsu ou shishosetsu (私小説) é um estilo literário japonês em que o romance shosetsu (小説) é escrito na primeira pessoa (watakushi (私, lit. eu)), incorporando elementos autobiográficos. Este género foi criado com base na recepção japonesa do naturalismo, durante o período Taisho. A forma reflecte uma maior individualidade e um método de escrita menos constrangido. Desde o seu início, o “Eu-romance" é um género que também expôs o lado negro da sociedade ou da vida do autor. 
Existem várias regras gerais para a criação de uma obra neste estilo: A história deve permanecer no reino natural e deve ser completamente realista. A ideia é provar que a linguagem não é transparente e que uma experiência real pode ser completamente retratada com a linguagem. A fórmula do protagonista deve ser protagonista-author-herói, portanto, o autor deve ser o protagonista da história. A história também deve expressar um grande conhecimento de literatura e referenciar o maior número de obras de referência em relação aos sentimentos de um personagem. A escrita não deve ser muito elaborada. 
Os primeiros Watakushi shosetsu são possivelmente "Hakai" (1906) por Toson Shimazaki e "Futon" (1907) por Katai Tayama. Em Hakai, Toson descreveu um homem que nasceu membro de um segmento discriminado da população (burakumin), e como ele decidiu violar o mandamento de seu pai para não revelar a sua comunidade de nascimento. Em Futon, Tayama confessou a sua afeição por uma aluna. 
De entre os escritores deste estilo citem-se Osamu Dazai ou Kenzaburo Oe.